# Ninì Tirabusciò
Ninì Tirabusciò è una canzone di notevole successo del sorrentino Aniello Califano e di Salvatore Gambardella, eseguita per la prima volta da Gennaro Pasquariello al Teatro Politeama di Napoli. Fu ripresa da numerosi interpreti tra cui Rosetta Dei, Angela Luce e Miranda Martino. Il regista Marcello Fondato trasse l'ispirazione per il film Ninì Tirabusciò, la donna che inventò la mossa, del 1970, con Monica Vitti.